# ルンピニー駅
ルンピニー駅（ルンピニーえき、タイ語:สถานีลุมพินี）は、タイ王国のバンコク都サートーン区にある、バンコク・メトロの駅である。駅番号は「BL25」。

## 概要
ラーマ4世通りとウィッタユ通り、サートン通りの交差点にある。
2006年11月27日より駅近くに在タイ日本国大使館が移転。

## 歴史
- 2004年7月3日 【開業】ブルーライン（フワランポーン - バーンスー） (20.8km)

## 駅構造
フルスクリーンタイプのホームドアがあり、上下方向別単式ホーム2面2線の地下駅である。改札口が地下1階にあり、地下2階にバンスー方面、地下4階にフワランポーン方面のプラットホームがあり、三重構造となっている。

### 駅階層
| 地面    | 出入口                                                 | ラーマ4世通り                                   |
| 地下1階 | 改札口階                                               | 自動券売機、自動改札口、ATM                     |
| 地下2階 | 2番線・下り■ブルーライン                               | →クロントゥーイ・スクムウィット・バーンスー方面 |
| 地下2階 | 上下方向別単式ホーム（フルハイトタイプホームドアあり） |                                                 |
| 地下4階 | 1番線・上り■ブルーライン                               | ←シーロム・サームヤーン・フワランポーン方面     |
| 地下4階 | 上下方向別単式ホーム（フルハイトタイプホームドアあり） |                                                 |

## 駅周辺
- スワンルム・ナイトバザール（ルンピニー・ナイトバザール）（出口3）
  - 閉鎖が決まっており、退去勧告が出ている。
- 日本大使館（出口3）
  - ナイトバザールの北側、ウィッタユ通り沿い
- ルンピニー公園
- ルンピニー・スタジアム
- SO／バンコク